# Амоа (Ла Специја)
Амоа је насеље у Италији у округу Ла Специја, региону Лигурија.
Према процени из 2011. у насељу је живело 358 становника. Насеље се налази на надморској висини од 30 м.